# Masha Klinova

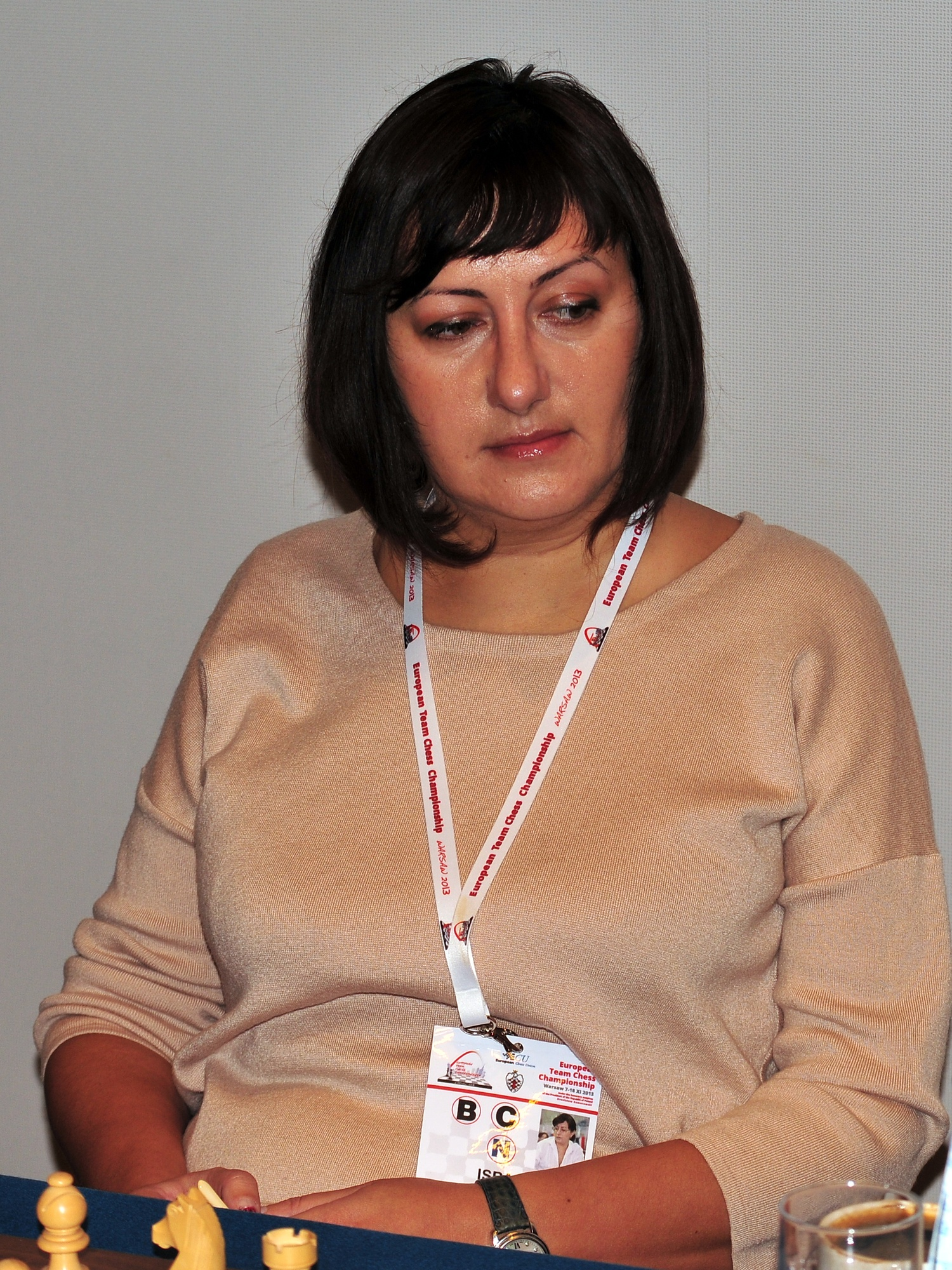
Masha Klinova in 2013

Masha Klinova (Hebreeuws: מאשה קלינובה), geboren als Masha Vladimirovna Jarmolinskaja (Russisch: Маша Владимировна Ярмолинская) (Odessa, 18 november 1968), is een Israëlische schaakster met een elo-rating van 2361 in 2005 en 2304 in 2016. Zij is een grootmeester bij de dames (WGM, sinds 1996) en een internationaal meester (IM, sinds 2002). 
In 1992 werd ze schaakkampioen van Israël bij de vrouwen.
In november 2013 maakte ze deel uit van het Israëlische vrouwenteam bij de Europese schaakkampioenschappen voor landenteams. Het team eindigde op een 19e plaats, er deden 32 landen mee. 
In 2016 werd ze met het Israëlische vrouwenteam negende op de 42e Schaakolympiade, ze speelde aan het derde bord.  